# Memole dolce Memole
Memole dolce Memole (とんがり帽子のメモル?, Tongari bōshi no Memoru, lett. "Memoru dal cappello a punta") è un anime televisivo giapponese creato nel 1984, da cui è stato tratto un manga di Rie Takahata. L'anime è stato trasmesso per la prima volta in Italia all'inizio del 1986 dall'emittente Italia 1 nella fascia oraria preserale a giorni alterni (ogni lunedì, mercoledì e venerdì), e in seguito è stato replicato anche su Rete 4, Canale 5 e Boing.

## Trama

Memole

I fileni, abitanti del pianeta Filofilo (Rilulu nella versione originale), dopo un atterraggio di emergenza sulla Terra, a causa di un guasto dell'astronave su cui viaggiavano, si trovano a dover affrontare la vita sul nostro pianeta tra mille difficoltà; una di queste è relativa alle dimensioni dei piccoli alieni, molto più ridotte di quelle degli esseri umani.
Tuttavia la piccola Memole è abbastanza sconsiderata e coraggiosa da avventurarsi con un gruppetto di amici oltre i confini della loro piccola isola, al di là della foresta. Qui, in una radura dove sorge una grande casa, fa conoscenza di Mariel, una ragazza malata, costretta, a causa del proprio stato di salute, a rimanere chiusa nella sua cameretta. Dopo l'iniziale sorpresa della ragazza nel vedere la piccola Memole, le due diverranno inseparabili e la loro amicizia sarà più forte di qualunque ostacolo e difficoltà che si troveranno ad incontrare.

## Personaggi
| Personaggio     | Doppiatore giapponese | Doppiatore italiano |
| --------------- | --------------------- | ------------------- |
| Memole (Memoru) | Naoko Watanabe        | Debora Magnaghi     |
| Mariel          | Akie Yasuda           | Daniela Fava        |
| Oscar           | Isaho Nagahisa        | Felice Invernici    |
| Grazia          | Fuyumi Shiraishi      | Alessandra Karpoff  |
| Popi            | Chiyoko Kawashima     | Donatella Fanfani   |
| Piwy            | Kumiko Nishihara      | Graziella Porta     |
| Mino            |                       | Paola Tovaglia      |
| Barba           |                       | Antonio Paiola      |
| Cinzia          |                       | Marcella Silvestri  |
| Arsenio         |                       | Giorgio Melazzi     |
| Contelu         |                       | Gianfranco Gamba    |
| Michel          |                       | Paolo Torrisi       |
| Ermelinda       |                       | Annamaria Mantovani |
| Bemolle         |                       | Pietro Ubaldi       |
| Nicky           |                       | Paolo Torrisi       |

## Sigle
Sigla di apertura giapponese
Tongari bōshi no Memoru cantata da Satoko Yamano.
Sigla di chiusura giapponese
Yasashii tomodachi cantata da Satoko Yamano.
Sigla iniziale e finale italiana
Memole dolce Memole, musica e arrangiamento di Giordano Bruno Martelli, testo di Alessandra Valeri Manera, è interpretata da Cristina D'Avena.

## Episodi
| Nº | Titolo italiano Giapponese 「Kanji」 - Rōmaji | In onda           | In onda          |
| Nº | Titolo italiano Giapponese 「Kanji」 - Rōmaji | Giapponese        | Italiano         |
| 1  | Un dolce incontro 「星からきたおしゃまなチビ」 - hoshi karakitaoshamana chibi | 3 marzo 1984      | 8 gennaio 1986   |
| 1  | Un'isoletta al centro di un lago incastonato fra i boschi montani ai confini tra Francia e Svizzera cela ai visitatori indiscreti il più piccolo villaggio del mondo, Lil. I suoi abitanti sono arrivati dallo spazio remoto, molto tempo fa: sono alti sedici centimetri, preferiscono vivere fra loro, lontano dagli esseri umani. Anzi, è loro pratica quotidiana esercitarsi a fingersi morti, in caso dovessero incontrare una creatura sconosciuta. Memole è la nipotina del capo del villaggio. Assai curiosa, non resiste alla tentazione di oltrepassare i confini proibiti; attirata dalle note di un pianoforte finisce al cottage di Mariel, una giovane fanciulla orfana di madre affidata dal padre alla dispotica governante, la signorina Ermelinda. |                   |                  |
| 2  | Ciao Memole 「まだこんにちはも言わないのに･････」 - madakonnichihamo iwa nainoni..... | 10 marzo 1984     | 10 gennaio 1986  |
| 3  | Un serpente con il fiocco rosso 「赤いリボンの小さなヘビ」 - akai ribon no chiisa na hebi | 17 marzo 1984     | 13 gennaio 1986  |
| 4  | Una nuova amica 「地球でさいしょのお友だち」 - chikyū desaishonoo tomo dachi | 24 marzo 1984     | 15 gennaio 1986  |
| 5  | Chissà perché ci viene fame 「どうしてお腹がすくのかな？」 - dōshiteo hara gasukunokana? | 31 marzo 1984     | 17 gennaio 1986  |
| 6  | Un regalo per Mariel 「ポシェットの中のポシェット」 - poshietto no nakano poshietto | 7 aprile 1984     | 20 gennaio 1986  |
| 7  | Cattiva o buona sorte? 「うらないなんて信じない！」 - uranainante shinji nai! | 14 aprile 1984    | 22 gennaio 1986  |
| 8  | Il ciondolo ricordo 「思い出のペンダント」 - omoide no pendanto | 21 aprile 1984    | 24 gennaio 1986  |
| 9  | Un uovo misterioso 「マリエルの目玉焼」 - marieru no medamayaki | 28 aprile 1984    | 27 gennaio 1986  |
| 10 | Memole perde la memoria 「みんなそろって忘れ草」 - minnasorotte wasure kusa | 5 maggio 1984     | 29 gennaio 1986  |
| 11 | La scatola parlante 「おしゃべりオルゴール」 - oshaberi orugoru | 12 maggio 1984    | 31 gennaio 1986  |
| 12 | Il furto del pianoforte 「ぬすまれたマリエルのピアノ」 - nusumareta marieru no piano | 19 maggio 1984    | 3 febbraio 1986  |
| 13 | La grande sfida 「みんなマジメに綱ひき大会」 - minna majime ni tsuna hiki taikai | 26 maggio 1984    | 5 febbraio 1986  |
| 14 | Concerto all'aperto 「屋根をとったら音楽会」 - yane wotottara ongakukai | 2 giugno 1984     | 7 febbraio 1986  |
| 15 | La finta bambola 「あくびをしたお人形」 - akubiwoshitao ningyō | 16 giugno 1984    | 10 febbraio 1986 |
| 16 | Il sogno di una bambina 「いつか白い馬に乗って」 - itsuka shiroi uma ni notte | 30 giugno 1984    | 12 febbraio 1986 |
| 17 | Il cappellino a punta 「とんがり帽子が消えちゃった」 - tongari bōshi ga kie chatta | 7 luglio 1984     | 14 febbraio 1986 |
| 18 | Visite dallo spazio 「森のむこうの宇宙人」 - mori nomukōno uchūjin | 14 luglio 1984    | 17 febbraio 1986 |
| 19 | Una notte insonne 「眠れないのは大人のしるし？」 - nemure nainoha otona noshirushi? | 21 luglio 1984    | 19 febbraio 1986 |
| 20 | L'aquila reale 「パラソルなくして友だちできた」 - parasoru nakushite tomo dachidekita | 28 luglio 1984    | 21 febbraio 1986 |
| 21 | Oscar e Memole 「地球で二番目のお友だち」 - chikyū de nibanme noo tomo dachi | 4 agosto 1984     | 24 febbraio 1986 |
| 22 | Un appuntamento mancato 「デートなんて大きらい!!」 - deto nante ooki rai!! | 11 agosto 1984    | 26 febbraio 1986 |
| 23 | Addio Mariel 「さよならマリエル！」 - sayonara marieru! | 18 agosto 1984    | 28 febbraio 1986 |
| 24 | Un viaggio avventuroso 「マリエルたずねて冒険旅行」 - marieru tazunete bōkenryokō | 25 agosto 1984    | 3 marzo 1986     |
| 25 | Nei guai 「二人を結ぶ風の手紙」 - futari wo musubu kaze no tegami | 1º settembre 1984 | 5 marzo 1986     |
| 26 | Memole è sola 「ひとりぼっちのメモル」 - hitoribocchino memoru | 8 settembre 1984  | 7 marzo 1986     |
| 27 | Un brutto raffreddore 「顔はマリエル声はあたし」 - kao ha marieru koe haatashi | 15 settembre 1984 | 10 marzo 1986    |
| 28 | Il signor Bernard 「あこがれのベルナール先生」 - akogareno berunaru sensei | 22 settembre 1984 | 12 marzo 1986    |
| 29 | Messaggi alla radio 「歌の手紙をラジオにのせて」 - uta no tegami wo rajio ninosete | 7 ottobre 1984    | 14 marzo 1986    |
| 30 | La mini diva 「幕があいたら小さなスター」 - maku gaaitara chiisa na suta | 14 ottobre 1984   | 17 marzo 1986    |
| 31 | Il viaggio di Niki 「リュックマン旅に出る」 - ryukkuman tabi ni deru | 21 ottobre 1984   | 19 marzo 1986    |
| 32 | Lezione di danza 「あたしは星空のバレリーナ」 - atashiha hoshizora no barerina | 28 ottobre 1984   | 21 marzo 1986    |
| 33 | Una telefonata 「リルル村から電話の便り」 - riruru mura kara denwa no tayori | 4 novembre 1984   | 24 marzo 1986    |
| 34 | Memole si innamora 「恋をしちゃったメモル」 - koi woshichatta memoru | 11 novembre 1984  | 26 marzo 1986    |
| 35 | Il segreto di Philo Philo 「白い木の実の秘密」 - shiroi konomi no himitsu | 18 novembre 1984  | 28 marzo 1986    |
| 36 | La baby sitter 「小さなママと 大きな赤ちゃん」 - chiisa na mama to ooki na akachan | 25 novembre 1984  | 31 marzo 1986    |
| 37 | La candela della felicità 「幸せのともしび」 - shiawase notomoshibi | 2 dicembre 1984   | 2 aprile 1986    |
| 38 | Ritorno a casa 「帰って来たメモル」 - kaette kita memoru | 9 dicembre 1984   | 4 aprile 1986    |
| 39 | Una brutta avventura 「盗まれたポピット」 - nusuma reta popitto | 16 dicembre 1984  | 7 aprile 1986    |
| 40 | L'invito 「金の星降ります」 - kin no hoshifuri masu | 23 dicembre 1984  | 9 aprile 1986    |
| 41 | Un bel ricordo 「今年一番の思い出」 - kotoshiichiban no omoide | 30 dicembre 1984  | 11 aprile 1986   |
| 42 | L'infermiera 「村の名看護婦さん」 - mura no mei kangofu san | 6 gennaio 1985    | 14 aprile 1986   |
| 43 | I cupidi 「愛のキューピッド」 - ai no kyupiddo | 13 gennaio 1985   | 16 aprile 1986   |
| 44 | Popi se ne va 「ポピットが家出!?」 - popitto ga iede!? | 20 gennaio 1985   | 18 aprile 1986   |
| 45 | L'incidente 「さよならは大嫌い」 - sayonaraha daikirai | 27 gennaio 1985   | 21 aprile 1986   |
| 46 | La casa in pericolo 「お家がつぶれる！」 - o ie gatsubureru! | 3 febbraio 1985   | 23 aprile 1986   |
| 47 | Le foglie magiche 「グレースの秘密」 - guresu no himitsu | 10 febbraio 1985  | 25 aprile 1986   |
| 48 | Sorridi Mariel 「マリエル、笑って！」 - marieru, waratte! | 17 febbraio 1985  | 28 aprile 1986   |
| 49 | Alla ricerca di Niki 「リュックマンを探せ！」 - ryukkuman wo sagase! | 24 febbraio 1985  | 30 aprile 1986   |
| 50 | A presto Memole! 「さようならメモル」 - sayōnara memoru | 3 marzo 1985      | 2 maggio 1986    |

## Film e OAV
- In seguito al grande successo della serie nel 1985 è stato realizzato uno special cinematografico di Memole, omonimo alla serie televisiva. Si tratta di un cortometraggio di 16 minuti, diretto da Jun'ichi Satō e prodotto dalla Toei Animation.
- Sempre nel 1985 la Toei ha prodotto l'OAV Memole dolce Memole - Il film (とんがり帽子のメモル マリエルの宝石箱?, Tongari bōshi no Memoru: Marielle no hōsekibako, lett. "Memoru dal cappello a punta: Lo scrigno di Mariel"), della durata di 75 minuti per la regia di Isamu Tsuchida[2]. L'OAV, che racconta il primo incontro tra Memole ed i suoi amici, è stato trasmesso in Italia soltanto nel 2004 dalla rete satellitare Italia Teen Television, nonostante fosse stato già doppiato negli anni '80[3].